# アリアナ・ヴァンダープール＝ウォレス
アリアナ・ヴァンダープール＝ウォレス（Arianna Vanderpool-Wallace、1990年3月4日 - ）は、バハマの女子競泳選手。
父親は政治家のヴィンセント・ヴァンダープール＝ウォレス。現在はアメリカ合衆国のオーバーン大学在籍中。2008年北京オリンピック代表。2007年パンアメリカン競技大会と2010年世界短水路選手権で銅メダルを獲得している。